# Ратуша Порту-Алегри
Ратуша Порту-Алегри, также Старая ратуша (порт. Paço Municipal de Porto Alegre; Prefeitura Velha) — историческое здание в Порту-Алегри, столице бразильского штата Риу-Гранди-ду-Сул. Одна из наиболее характерных и важных архитектурных достопримечательностей города. Ратуша была построена в 1901 году по проекту Джованни Кольфоско, в нём долгое время размещались мэрия и административные органы города. В 1979 году здание было внесено в список недвижимости, имеющей историческую и культурную ценность и после реконструкции в 2003 году мэрия начала сдавать некоторые помещения в аренду для художественных выставок, а также там разместились офисы и технический резерв Художественной коллекции мэрии Порту-Алегри. В 2022 году, во время празднования 250-летия города, мэр передал здание администрации муниципального секретариата культуры, которая намерена превратить его в музей — Музей искусств Порту-Алегри.

## История

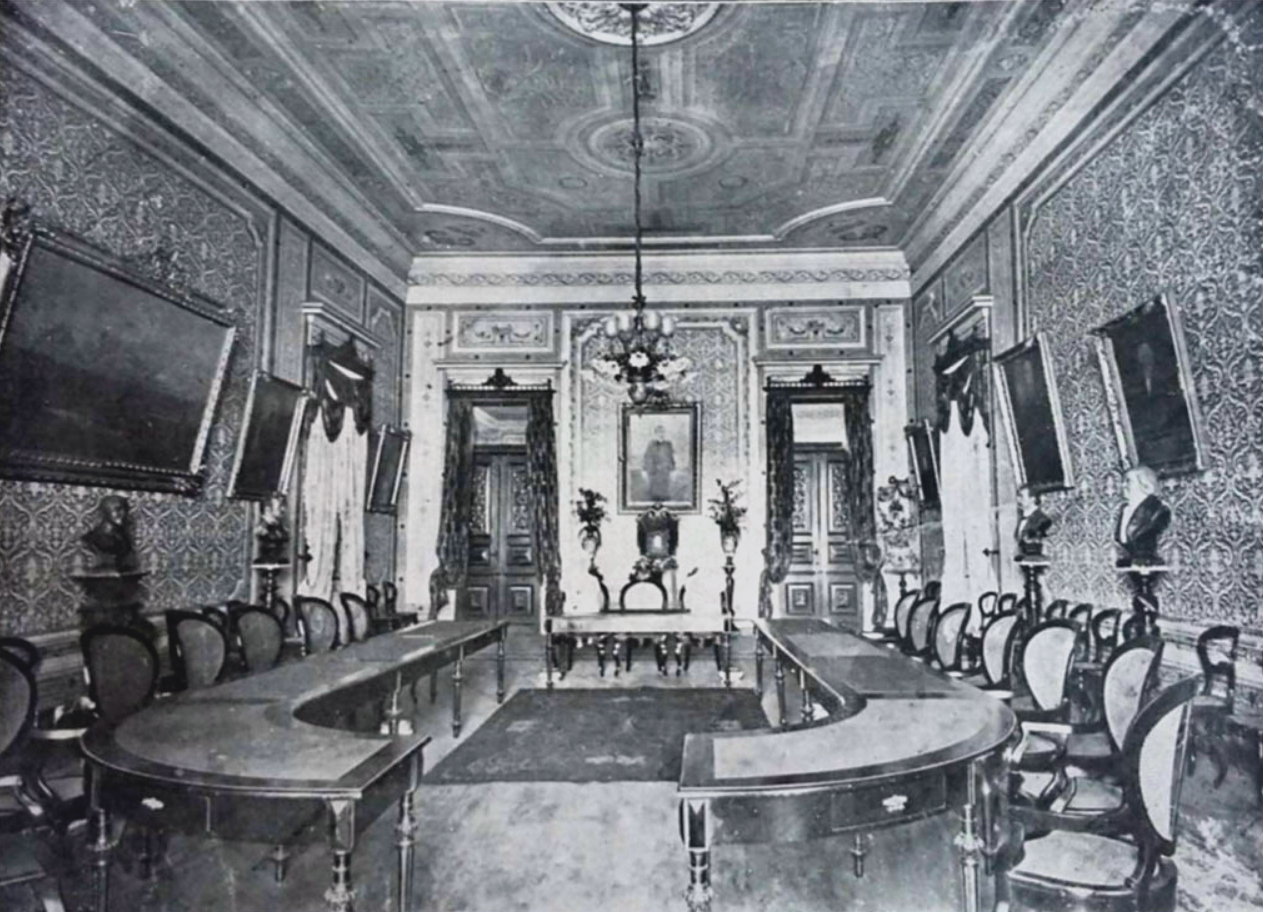
Дворянский зал в 1901 году

Здание муниципалитета было построено как штаб-квартира интендантства Порту-Алегри, которое до этого располагалось в нескольких арендованных помещениях в историческом центре Порту-Алегри .
Проект был заказан венецианскому инженеру Джованни Кольфоско. Краеугольный камень был заложен 5 апреля 1898 года, а строительство началось 28 сентября того же года. Здание было завершено в апреле 1901 года, а с 15 мая в нём разместились Муниципальный совет, секретариат, бухгалтерия, казначейство и коллекционное управление, а также Государственный архив, Инспекция транспортных средств и первый полицейский участок с тюрьмой. Большая часть использованных материалов поступила из самого Порту-Алегри.
В 1977 году муниципальное правительство включило здание в перечень недвижимости, имеющей историческую и культурную ценность. 
В 2003 году здание было реконструировано, несколько помещений были приспособлены для проведения художественных выставок и хранения коллекции произведений искусства мэрии Порту-Алегри. В 2021 году было объявлено, что в здании разместится Музей искусств Порту-Алегри.

## Здание

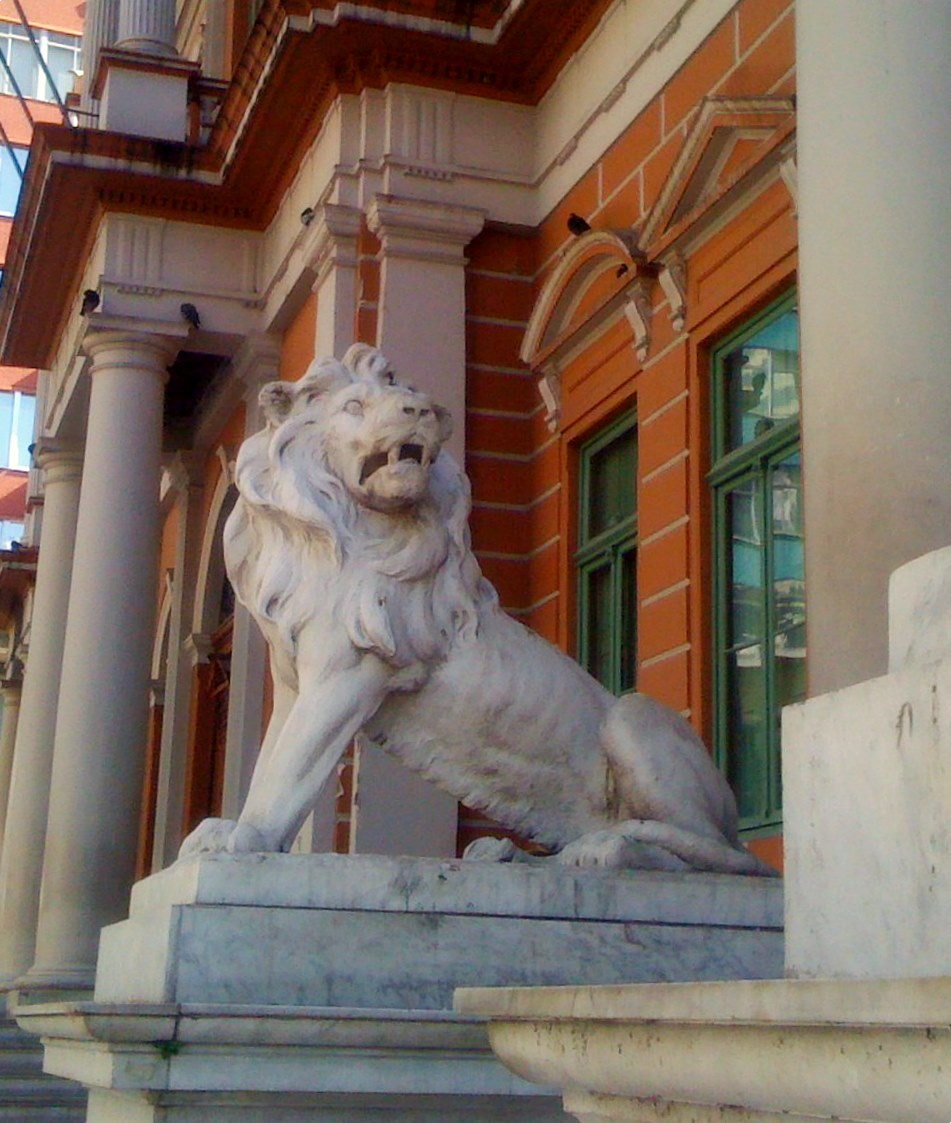
Мраморный лев у фасада

Ратуша стала первым зданием позитивистского характера в Порту-Алегри с общей планировкой в форме буквы «П». Оно оказало глубокое влияние на городскую архитектуру того периода. Здание отражает преобладающий в то время вкус к монументальности и следует эклектичному стилю, происходящему от неоклассических образцов и находящемуся под влиянием позитивистских принципов, как можно увидеть из аллегорических скульптур на фасаде. В группе справа, рядом с проспектом Боржеса де Медейруша, центральная фигура представляет Свободу, а справа, — Историю; бюст Перикла — Демократию; фигура слева представляет Науку. Центральная фигура группы, расположенная около улицы Уругвай, представляет Сельское хозяйство; та, что справа, представляет Торговлю; а та, что слева — Промышленность. Кроме того, отдельные статуи представляют Правосудие и Республику. На переднем фасаде находятся бюсты Жозе Бонифасиу ди Андрады и Деодоро да Фонсеки. В центре — герб Республики.
Использование классических ордеров не помешало творческим и символическим адаптациям традиционных стилистических моделей. Например, дорический ордер на первом этаже представляет Силу, а коринфский наверху — Гармонию и Справедливость. Корпус здания имеет напряжённый трехчастный объём с угловыми элементами, выступающими вперёд. Все четыре фасада украшены, хотя скульптуры и более крупные украшения сосредоточены на главном фасаде, где также возвышается небольшая центральная башня. Фасад также украшен окнами с парапетами, балюстрадами, основанием, имитирующим грубый камень, и большими мраморными львами на передней боковой лестнице.
На площади перед зданием находится фонтан Талавера-де-ла-Рейна, подаренный испанской диаспорой в честь столетия войны Фаррапус.

Ратуша Порту-Алегри
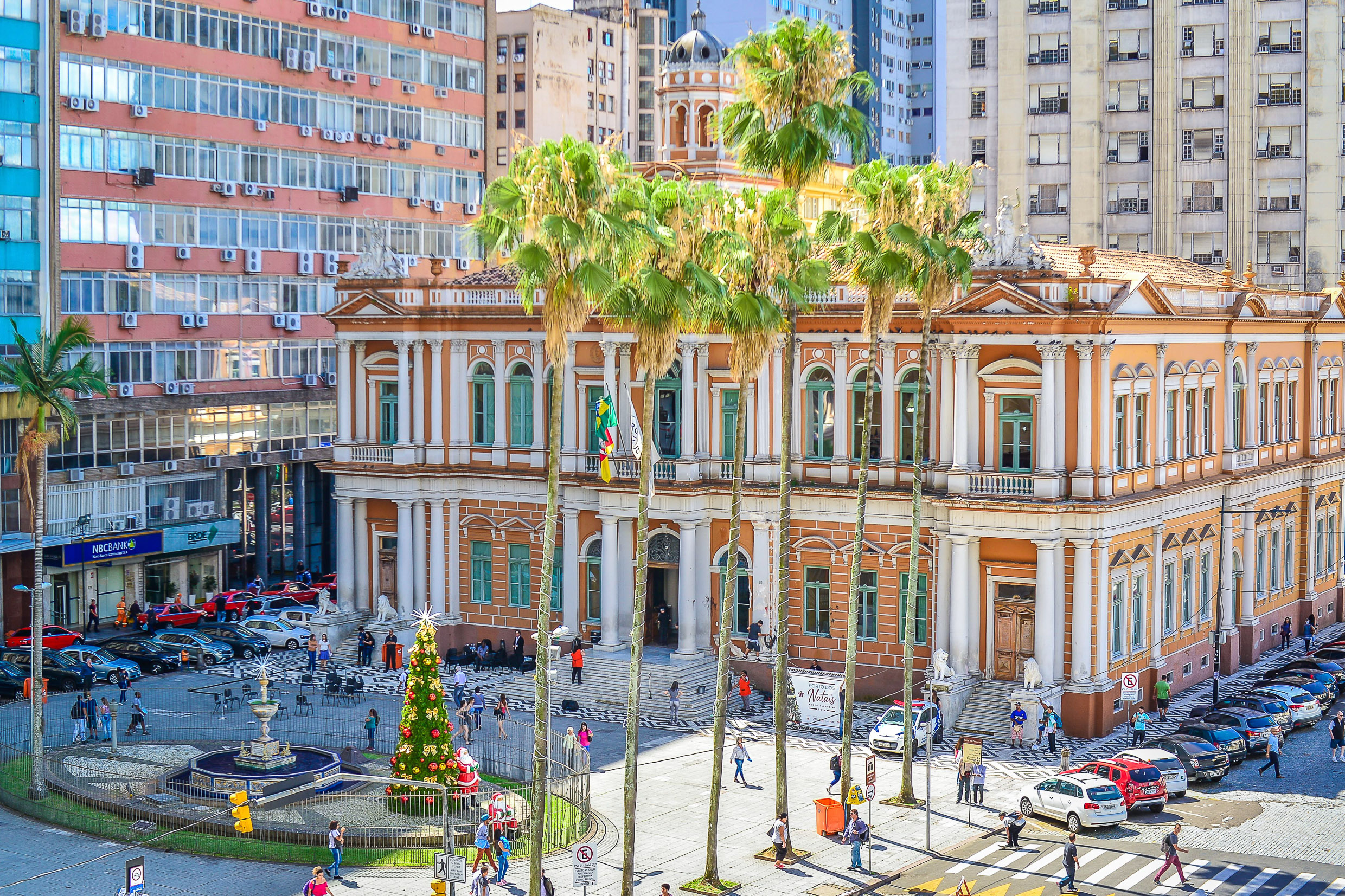
Вид со стороны площади Монтевидео
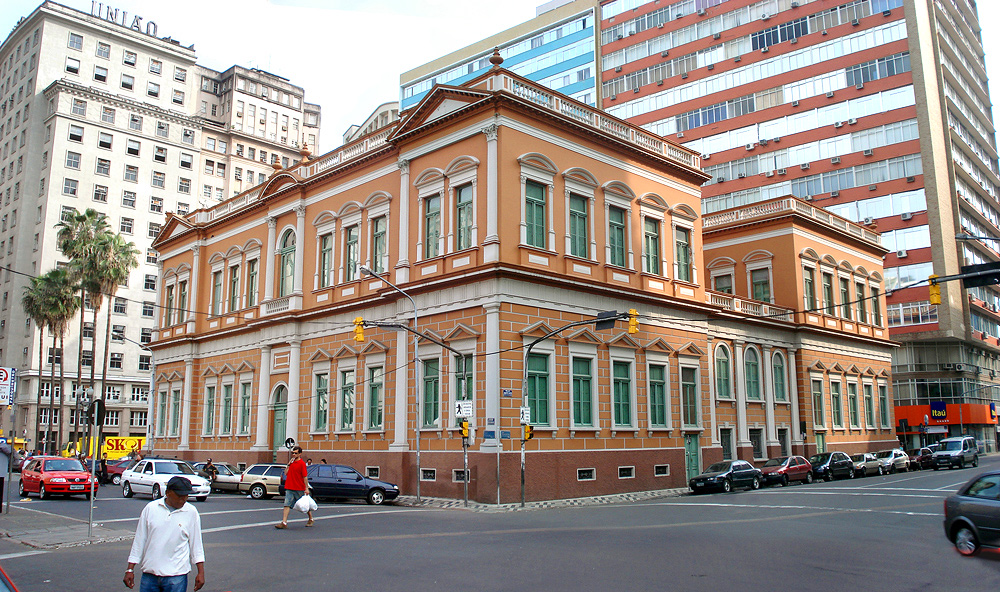
Вид с улицы Сикейра Кампос
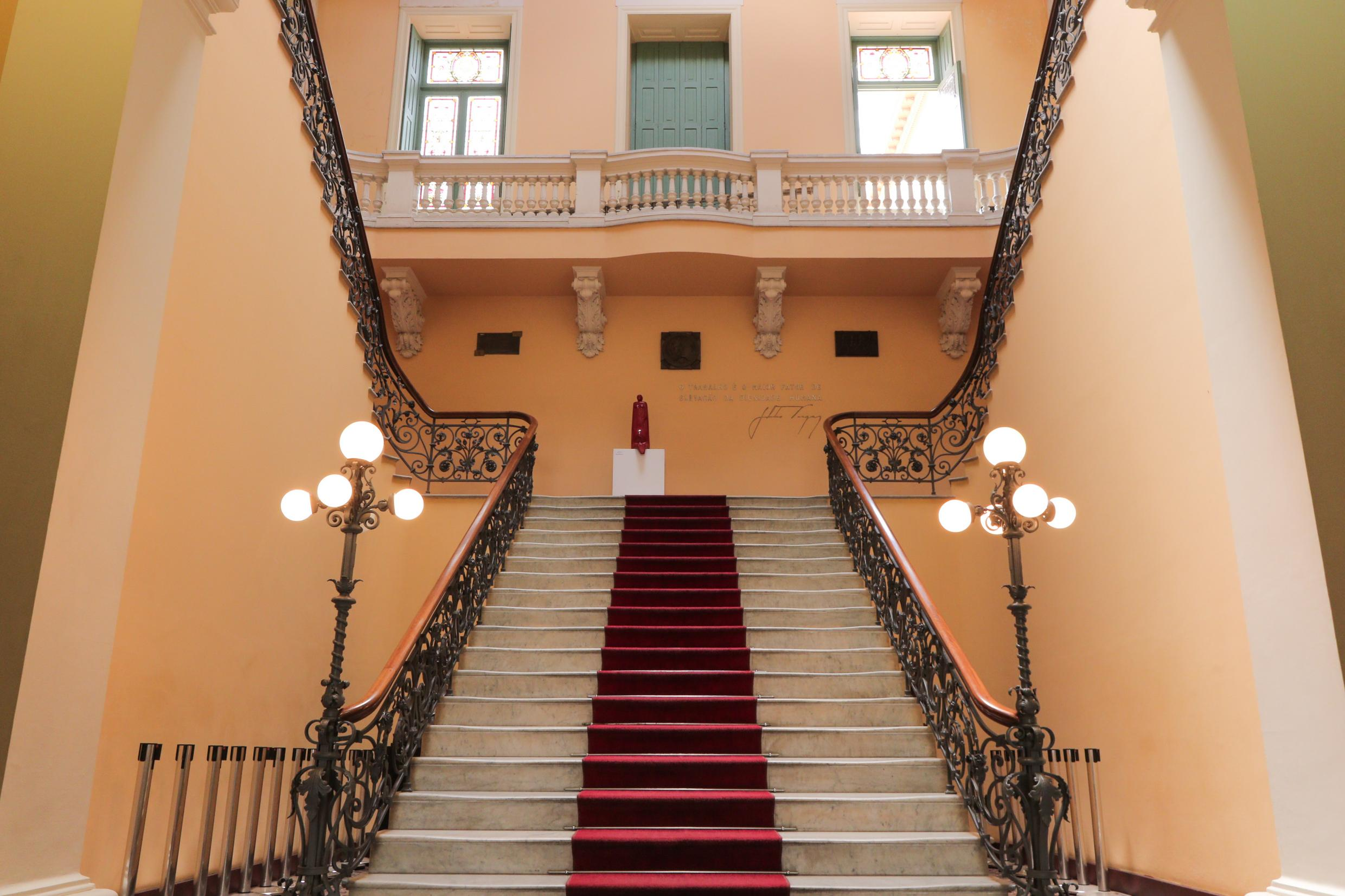
Парадная лестница
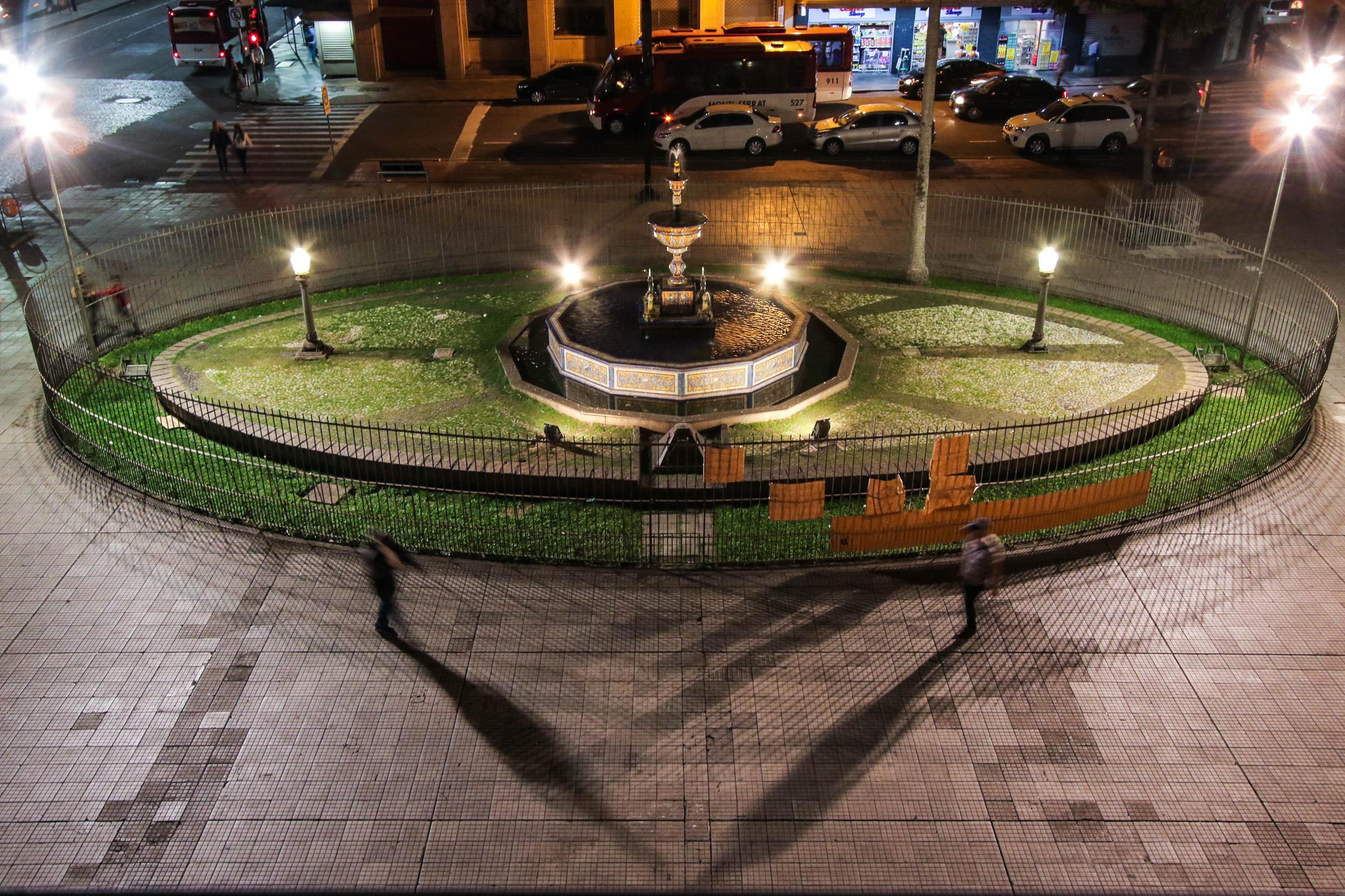
Фонтан Талавера-де-ла-Рейна